# Île de Dave

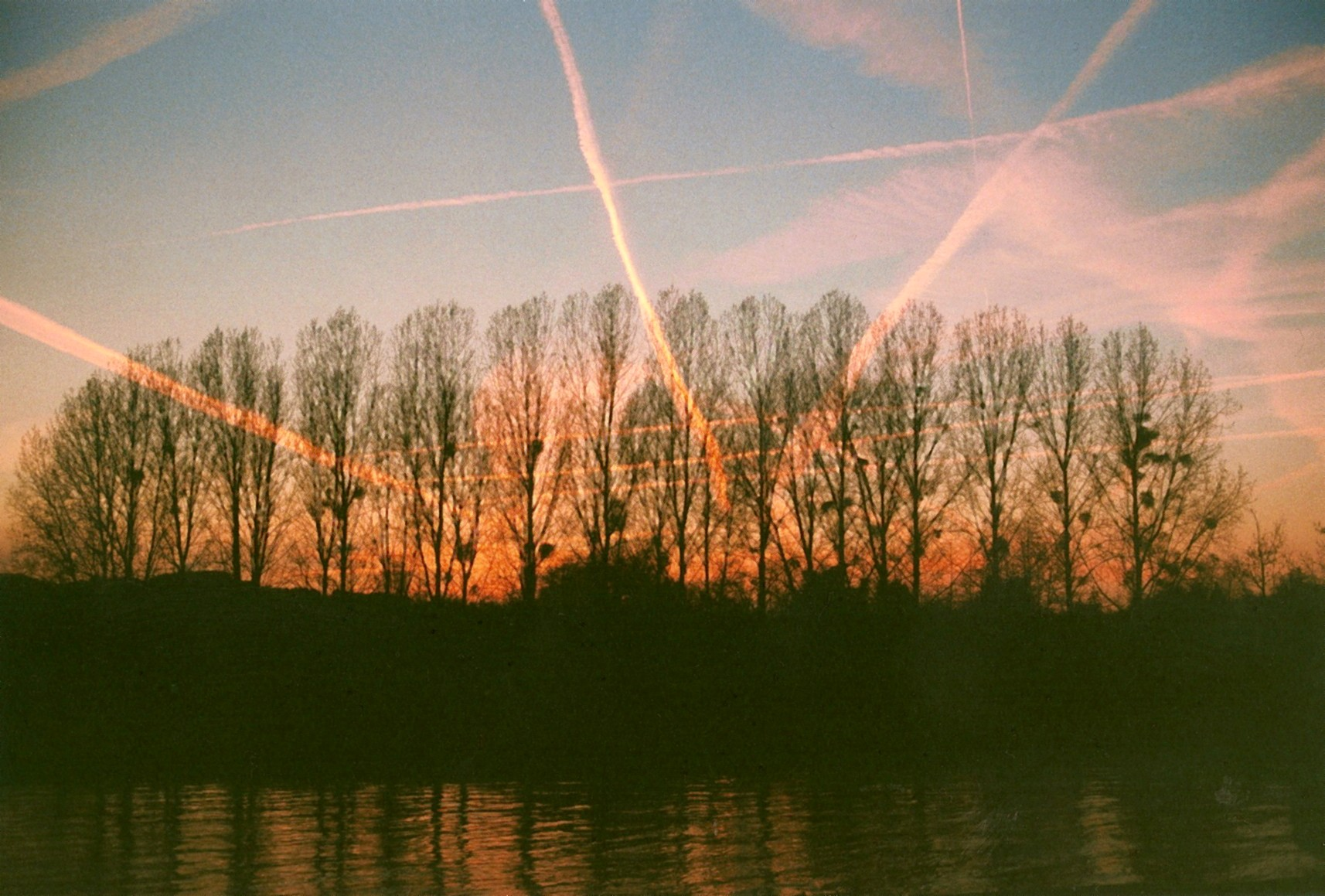
Het île de Dave bij zonsondergang, gezien vanaf de rechteroever van de Maas

Het île de Dave (in het Nederlands: eiland van Dave) is het grootste eiland van België, gelegen in de Maas circa 5 kilometer ten zuiden van de Waalse hoofdstad Namen tussen Dave op de rechteroever en Wépion op de linkeroever van de rivier.

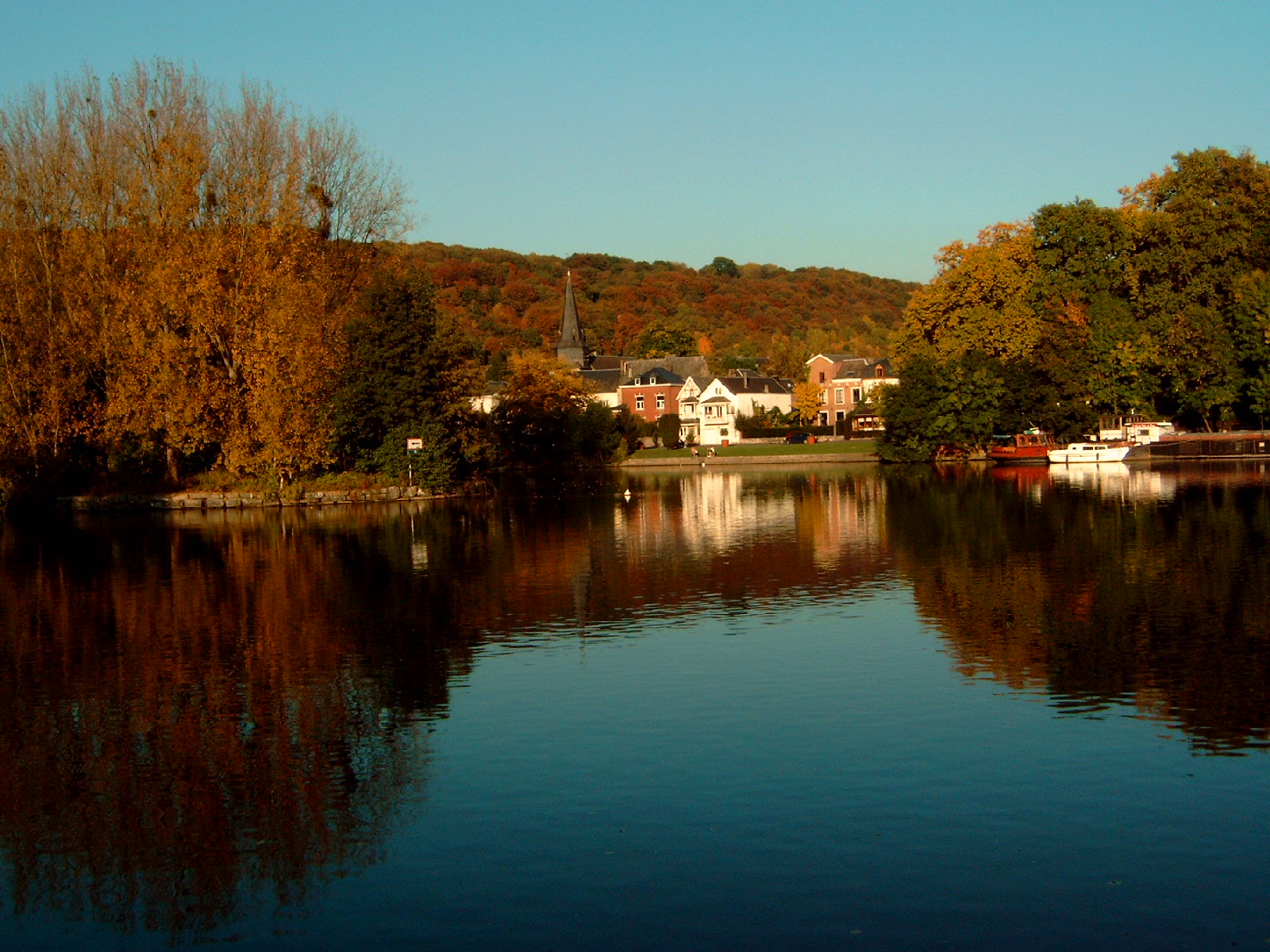
Zicht op Dave, met links de zuidpunt van het Île de Dave

Het eiland is begroeid met dicht struikgewas (alluviaal bos) van essen, elzen en wilgen. Populieren verheffen zich hoog in de lucht. Onder de planten vindt men de moerasspirea, de engelwortel en de veldkers. Het hele jaar door nestelt er de fuut, de ijsvogel en de Grote Canadese gans. De grote zaagbek verkiest het eiland als wintergast. Doordat er geen scheepvaart tussen het eiland en de oever van Dave passeert, is het betrekkelijk ondiepe water een favoriete hengelplaats voor blauwe reigers.
Rond 1990 zijn er door projectontwikkelaars plannen geweest om het eiland te ontwikkelen als recreatiegebied met een pretpark en horecagelegenheid, maar het bewustzijn dat daarmee een uniek ecologisch gebied definitief verloren zou gaan heeft verhinderd dat deze plannen konden worden doorgezet.